# Velájat-e fakíh

Ájatolláh Chomejní tvůrce konceptu Velájat-e fakíh

Velájat-e fakíh (persky ولایت فقیه‎,arabsky ولاية الفقيه‎) je v překladu Vláda znalců islámského práva. Tento koncept vlády zavedl v Íránu ájatolláh Chomejní po vítězství islámské revoluce. Podle tohoto konceptu je řízena i organizační struktura šíitského hnutí Hizballáh v Libanonu.

## Systém vlády
Velájat-e fakíh je teologický systém vlády vytvořený imámem Chomejním a Mohammadem Sádeqem as-Sadrem jejich myšlenkou je nutnost vytvoření islámského státu řízeného erudovanými znalci islámského práva. Tato teorie je charakteristická pro šíitskou větev islámu a zabývá se otázkou, kdo má oprávnění vládnout v době nepřítomnosti 12. imáma, který podle šíitů odešel, a v budoucnu se navrátí na zemi. V tomto mezidobí je vláda řízena jeho zástupcem. Tímto zástupcem může být pouze osoba důkladně znalá islámského práva (fakíh), který jako jediný dokáže vládnout v souladu s božím zákonem.

## Rada dohlížitelů
Nejvyšší ústavní moc v Íránu má Vůdce islámské revoluce (persky رهبر انقلاب اسلامی‎) od roku 1989 je jím Sajjid Alí Chameneí, který předsedá Radě dohlížitelů (persky شورای نگهبان قانون اساسی‎). Tato rada schvaluje parlamentem přijaté zákony a posuzuje jestli jsou v souladu s islámským právem. Rada dohlížitelů má 12 členů. 6 členů jmenuje Vůdce islámské revoluce a dalších 6 členů hlava justice, kterou jmenuje také Nejvyšší vůdce. Pokud se Rada dohlížitelů a íránský parlament nemůže dohodnout na nějakém zákoně, rozhodne o přijetí nebo nepřijetí Rada prospěšnosti (persky مجمع تشخیص مصلحت نظام‎), která určuje zájmy režimu. Tato instituce je poradním sborem Nejvyššího vůdce, která kontroluje i práci exekutivních orgánů.